# خوسيه مانويل دياز ميدينا
خوسيه مانويل دياز ميدينا (بالإسبانية: José Manuel Díaz Medina)‏ هو سياسي مكسيكي، ولد في 2 يوليو 1949 في المكسيك. حزبياً، نشط في الحزب الثوري المؤسساتي. وقد انتخب عضو مجلس النواب المكسيك.